# Cytaea nimbata
Cytaea nimbata là một loài nhện trong họ Salticidae.
Loài này thuộc chi Cytaea. Cytaea nimbata được Tord Tamerlan Teodor Thorell miêu tả năm 1881.